# Clément Novalak
Clément Novalak (ur. 23 grudnia 2000 w Awinionie) – francuski kierowca wyścigowy. Mistrz Brytyjskiej Formuły 3 BRDC w 2019 roku. W 2022 roku kierowca MP Motorsport w Formule 2.

## Wyniki
| Legenda oznaczeń w tabelach wyników Wyświetl szablon na nowej stronie | Legenda oznaczeń w tabelach wyników Wyświetl szablon na nowej stronie                                                                     |
| Oznaczenie                                                            | Wyjaśnienie |
| --------------------------------------------------------------------- | --- |
| Złoty                                                                 | Zwycięzca lub mistrzostwo |
| Srebrny                                                               | 2. miejsce lub wicemistrzostwo |
| Brązowy                                                               | 3. miejsce lub II wicemistrzostwo |
| Zielony                                                               | Ukończył, punktował (w klasyfikacji generalnej, gdy zdobył co najmniej jeden punkt na przestrzeni sezonu, poza trzema powyższymi opcjami) |
| Niebieski                                                             | Ukończył, nie punktował (w klasyfikacji generalnej, gdy nie zdobył co najmniej jednego punktu na przestrzeni sezonu)                      |
| Czerwony                                                              | Nie zakwalifikował się (NZ) |
| Czerwony                                                              | Nie prekwalifikował się (NPK) |
| Różowy                                                                | Nie ukończył (NU) |
| Różowy                                                                | Niesklasyfikowany (NS) (w klasyfikacji generalnej, gdy nie został sklasyfikowany w żadnym wyścigu sezonu)                                 |
| Czarny                                                                | Zdyskwalifikowany (DK) |
| Czarny                                                                | Wykluczony (WYK/EX) |
| Biały                                                                 | Nie wystartował (NW) |
| Biały                                                                 | Kontuzjowany (K/INJ) |
| Biały                                                                 | Wyścig odwołany (OD/C) |
| Bez koloru                                                            | Został wycofany (WYC/WD) |
| Bez koloru                                                            | Nie przybył (NP/DNA) |
| Bez koloru                                                            | Nie brał udziału w treningach (NT/DNP) |
| Bez koloru                                                            | Nie został zgłoszony (–) |
| Pogrubienie                                                           | Start z pole position |
| Kursywa                                                               | Najszybsze okrążenie wyścigu |
| †                                                                     | Nie ukończył, ale jego rezultat został zaliczony ze względu na przejechanie więcej niż 90% dystansu wyścigu.                              |
| *                                                                     | Sezon w trakcie |
| 1/2/3                                                                 | Punktowana pozycja w sprincie kwalifikacyjnym                                                                                             |
| Lista systemów punktacji Formuły 1                                    | |

### Podsumowanie
| Sezon | Seria                                 | Zespół                | Starty | P1 | PP | NO | Podia | Punkty | Pozycja |
| ----- | ------------------------------------- | --------------------- | ------ | -- | -- | -- | ----- | ------ | ------- |
| 2018  | Toyota Racing Series                  | Giles Motorsport      | 15     | 2  | 1  | 3  | 4     | 711    | 5       |
| 2018  | Brytyjska Formuła 3 BRDC              | Carlin                | 11     | 0  | 1  | 0  | 0     | 120    | 18      |
| 2018  | Europejski Puchar Formuły Renault 2.0 | Josef Kaufmann Racing | 17     | 0  | 0  | 0  | 0     | 0      | 23      |
| 2019  | Brytyjska Formuła 3 BRDC              | Carlin                | 24     | 2  | 2  | 1  | 8     | 505    | 1       |
| 2020  | Formuła 3                             | Carlin Buzz Racing    | 18     | 0  | 0  | 1  | 2     | 45     | 12      |
| 2021  | Formuła 3                             | Trident               | 20     | 0  | 0  | 2  | 4     | 147    | 3       |
| 2021  | Formuła 2                             | MP Motorsport         | 6      | 0  | 0  | 0  | 0     | 0      | 28      |
| 2022  | Formuła 2                             | MP Motorsport         | 28     | 0  | 0  | 1  | 1     | 40     | 14      |
| 2023  | Formuła 2                             | Trident               |        |    |    |    |       |        |         |

### Formuła 3
| Rok  | Zespół             | Wyniki w poszczególnych eliminacjach | Wyniki w poszczególnych eliminacjach | Wyniki w poszczególnych eliminacjach | Wyniki w poszczególnych eliminacjach | Wyniki w poszczególnych eliminacjach | Wyniki w poszczególnych eliminacjach | Wyniki w poszczególnych eliminacjach | Wyniki w poszczególnych eliminacjach | Wyniki w poszczególnych eliminacjach | Wyniki w poszczególnych eliminacjach | Wyniki w poszczególnych eliminacjach | Wyniki w poszczególnych eliminacjach | Wyniki w poszczególnych eliminacjach | Wyniki w poszczególnych eliminacjach | Wyniki w poszczególnych eliminacjach | Wyniki w poszczególnych eliminacjach | Wyniki w poszczególnych eliminacjach | Wyniki w poszczególnych eliminacjach | Wyniki w poszczególnych eliminacjach | Wyniki w poszczególnych eliminacjach | Wyniki w poszczególnych eliminacjach | Punkty | Pozycja |
| ---- | ------------------ | ------------------------------------ | ------------------------------------ | ------------------------------------ | ------------------------------------ | ------------------------------------ | ------------------------------------ | ------------------------------------ | ------------------------------------ | ------------------------------------ | ------------------------------------ | ------------------------------------ | ------------------------------------ | ------------------------------------ | ------------------------------------ | ------------------------------------ | ------------------------------------ | ------------------------------------ | ------------------------------------ | ------------------------------------ | ------------------------------------ | ------------------------------------ | ------ | ------- |
| 2020 | Carlin Buzz Racing | RBR                                  | RBR                                  | RBR                                  | RBR                                  | HUN                                  | HUN                                  | SIL                                  | SIL                                  | SIL                                  | SIL                                  | CAT                                  | CAT                                  | SPA                                  | SPA                                  | MNZ                                  | MNZ                                  | MUG                                  | MUG                                  |                                      |                                      |                                      | 45     | 12      |
| 2020 | Carlin Buzz Racing | 10                                   | 3                                    | 29                                   | 25                                   | 9                                    | 12                                   | 8                                    | 2                                    | 12                                   | 9                                    | 4                                    | 11                                   | NS                                   | 15                                   | 13                                   | NU                                   | 24                                   | 14                                   |                                      |                                      |                                      | 45     | 12      |
| 2021 | Trident            | CAT                                  | CAT                                  | CAT                                  | LEC                                  | LEC                                  | LEC                                  | RBR                                  | RBR                                  | RBR                                  | HUN                                  | HUN                                  | HUN                                  | SPA                                  | SPA                                  | SPA                                  | ZAN                                  | ZAN                                  | ZAN                                  | SOC                                  | SOC                                  | SOC                                  | 147    | 3       |
| 2021 | Trident            | 2                                    | 4                                    | 6                                    | 5                                    | 6                                    | 5                                    | NU                                   | 13                                   | NU                                   | 4                                    | 8                                    | 5                                    | 7                                    | 5                                    | 5                                    | 11                                   | 2                                    | 2                                    | 4                                    | OD                                   | 3                                    | 147    | 3       |

### Formuła 2
| Rok  | Zespół        | Wyniki w poszczególnych eliminacjach | Wyniki w poszczególnych eliminacjach | Wyniki w poszczególnych eliminacjach | Wyniki w poszczególnych eliminacjach | Wyniki w poszczególnych eliminacjach | Wyniki w poszczególnych eliminacjach | Wyniki w poszczególnych eliminacjach | Wyniki w poszczególnych eliminacjach | Wyniki w poszczególnych eliminacjach | Wyniki w poszczególnych eliminacjach | Wyniki w poszczególnych eliminacjach | Wyniki w poszczególnych eliminacjach | Wyniki w poszczególnych eliminacjach | Wyniki w poszczególnych eliminacjach | Wyniki w poszczególnych eliminacjach | Wyniki w poszczególnych eliminacjach | Wyniki w poszczególnych eliminacjach | Wyniki w poszczególnych eliminacjach | Wyniki w poszczególnych eliminacjach | Wyniki w poszczególnych eliminacjach | Wyniki w poszczególnych eliminacjach | Wyniki w poszczególnych eliminacjach | Wyniki w poszczególnych eliminacjach | Wyniki w poszczególnych eliminacjach | Wyniki w poszczególnych eliminacjach | Wyniki w poszczególnych eliminacjach | Wyniki w poszczególnych eliminacjach | Wyniki w poszczególnych eliminacjach | Punkty | Pozycja |
| ---- | ------------- | ------------------------------------ | ------------------------------------ | ------------------------------------ | ------------------------------------ | ------------------------------------ | ------------------------------------ | ------------------------------------ | ------------------------------------ | ------------------------------------ | ------------------------------------ | ------------------------------------ | ------------------------------------ | ------------------------------------ | ------------------------------------ | ------------------------------------ | ------------------------------------ | ------------------------------------ | ------------------------------------ | ------------------------------------ | ------------------------------------ | ------------------------------------ | ------------------------------------ | ------------------------------------ | ------------------------------------ | ------------------------------------ | ------------------------------------ | ------------------------------------ | ------------------------------------ | ------ | ------- |
| 2021 | MP Motorsport | BHR                                  | BHR                                  | BHR                                  | MON                                  | MON                                  | MON                                  | BAK                                  | BAK                                  | BAK                                  | SIL                                  | SIL                                  | SIL                                  | MNZ                                  | MNZ                                  | MNZ                                  | SOC                                  | SOC                                  | SOC                                  | JED                                  | JED                                  | JED                                  | YAS                                  | YAS                                  | YAS                                  |                                      |                                      |                                      |                                      | 0      | 28      |
| 2021 | MP Motorsport | –                                    | –                                    | –                                    | –                                    | –                                    | –                                    | –                                    | –                                    | –                                    | –                                    | –                                    | –                                    | –                                    | –                                    | –                                    | –                                    | –                                    | –                                    | 14                                   | NU                                   | 19                                   | 17                                   | 14                                   | 14                                   |                                      |                                      |                                      |                                      | 0      | 28      |
| 2022 | MP Motorsport | BHR                                  | BHR                                  | JED                                  | JED                                  | IMO                                  | IMO                                  | CAT                                  | CAT                                  | MON                                  | MON                                  | BAK                                  | BAK                                  | SIL                                  | SIL                                  | RBR                                  | RBR                                  | LEC                                  | LEC                                  | HUN                                  | HUN                                  | SPA                                  | SPA                                  | ZAN                                  | ZAN                                  | MNZ                                  | MNZ                                  | YAS                                  | YAS                                  | 40*    | 14*     |
| 2022 | MP Motorsport | 18                                   | NU                                   | 11                                   | 14                                   | 19                                   | 4                                    | 14                                   | 5                                    | NU                                   | NU                                   | 14                                   | NU                                   | 13                                   | 13                                   | 15                                   | 17                                   | 17                                   | 8                                    | 20                                   | 12                                   | 17                                   | 9                                    | 2                                    | NU                                   | NU                                   | 8                                    |                                      |                                      | 40*    | 14*     |